# Rue de l'École-de-Médecine (Paris)
Pour les articles homonymes, voir Rue de l'École-de-Médecine.
La rue de l'École-de-Médecine est une voie située dans les quartiers de l'Odéon et de la Monnaie du 6e arrondissement de Paris.

## Situation et accès
La rue de l'École-de-Médecine est desservie par les lignes 4 et 10 à la station Odéon.
Voies rencontrées
La rue de l'École-de-Médecine rencontre les voies suivantes, dans l’ordre des numéros croissants (« g » indique que la rue se situe à gauche, « d » à droite) :
- début : rue Hautefeuille (d) ;
- rue Antoine-Dubois (g) ;
- rue Dupuytren (g) ;
- fin : boulevard Saint-Germain.

## Origine du nom
Cette place doit son nom au voisinage de l’École de médecine.

## Historique
Cette voie est située sur l'emplacement d'un chemin gallo-romain séparant deux vignobles : le clos de Laas au nord du clos Gibard au sud. Le sous-sol des premiers numéros impairs montre des vestiges des thermes de Lutèce, qui s'étendaient sous l'actuel boulevard Saint-Michel.
À la fin du XIIe siècle, époque de persécution, ces ruines servent de cimetière juif, au-dessus duquel est élevée au début du siècle suivant une chapelle, après que la nouvelle enceinte construite par Philippe Auguste a privé les riverains de leur église paroissiale de Saint-Germain-des-Prés. La chapelle, transformée pour l'occasion en l'église Saint-Côme-Saint-Damien, accueille en 1255 les reliques des saints Côme et Damien, ainsi que la nouvelle confrérie des chirurgiens. C'est aujourd'hui, au sein de l'École de médecine de l'université Paris V, l'amphithéâtre Saint-Côme, reconstruit au XIXe siècle.
À la fin du XIIIe siècle, la rue prend le nom de « rue des Cordèles », du nom des religieux, les Cordeliers, dont le couvent se trouve dans la rue. En 1304, elle prend le nom de l'église située au coin de la rue de la Harpe et devient la « rue Saint-Côme-et-Saint-Damien ». 
Elle est citée sous le nom de « rue des Cordeliers » pour une partie, et de « rue des Boucheries », pour une autre partie, dans un manuscrit de 1636.
Jusqu'en 1672, elle est désignée sous le nom de « rue Saint-Germain », car elle conduit à la porte du même nom. Le 19 août 1672, un arrêt du Conseil du roi ordonne l'élargissement de la rue dite des Cordeliers, son nouveau nom, et la démolition définitive de la porte Saint-Germain.
En 1767, la rue élargie accueille la nouvelle école des Art décoratifs, qui restera au no 5 jusqu'en 1945. Au début de la Révolution, en 1790, elle prend une première fois le nom de « rue de l'École-de-Médecine », pour faire suite à la nationalisation du couvent.
À la séance du 25 juillet 1793, deux semaines après l'assassinat de Marat, une députation de la section du Théâtre-Français (actuel théâtre de l'Odéon) demande que la « rue des Cordeliers », où habitait Marat, soit rebaptisée à son nom. La rue ne garde le nom de « rue Marat » que jusqu'au 9 thermidor an II (27 juillet 1794), époque de la chute de Robespierre, puis elle prend le nom de « rue de l'École-de-Santé » jusqu'au 1er floréal an IV (20 avril 1796), date à partir de laquelle elle prend son nom définitif, « rue de l'École-de-Médecine ».
L'église Saint-Côme-et-Saint-Damien, devenue propriété de l'État en 1790, puis atelier de menuiserie, est détruite en 1836 pour permettre le prolongement de la rue Racine. Sur ses dépendances ont été bâtis les nos 1, 3 et 5 de  la rue de l'École-de-Médecine.

### La rue des Boucheries-Saint-Germain
Cette rue s'étendait du carrefour de l'Odéon à la place Sainte-Marguerite (ou place Gozlin), qui se trouvait au croisement de la rue de Buci, de la rue du Four et de la rue de Montfaucon. Cette rue, située hors les murs, entre l'enceinte de Philippe-Auguste et celle de l'abbaye de Saint-Germain-des-Prés, tire son nom des boucheries de Saint-Germain-des-Prés. La moitié de cette voie publique a été construite sur un terrain qui faisait partie de la garenne de l’abbaye Saint-Germain-des-Prés.
Elle est citée sous le nom « rue des Boucheries » dans un manuscrit de 1636.
En 1849, la rue des Boucheries-Saint-Germain est absorbée par la rue de l'École-de-Médecine. Cette section est supprimée lors du percement du boulevard Saint-Germain, déclaré d'utilité publique en 1866.

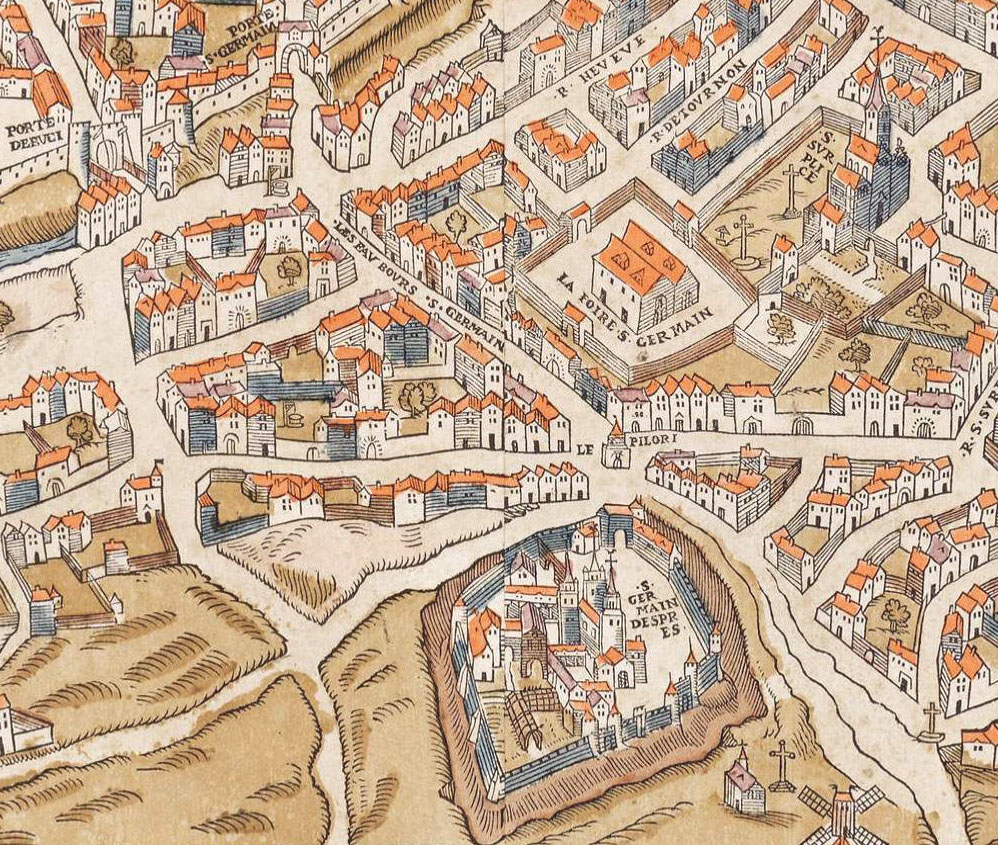
La rue sur le plan de Truschet et Hoyau.
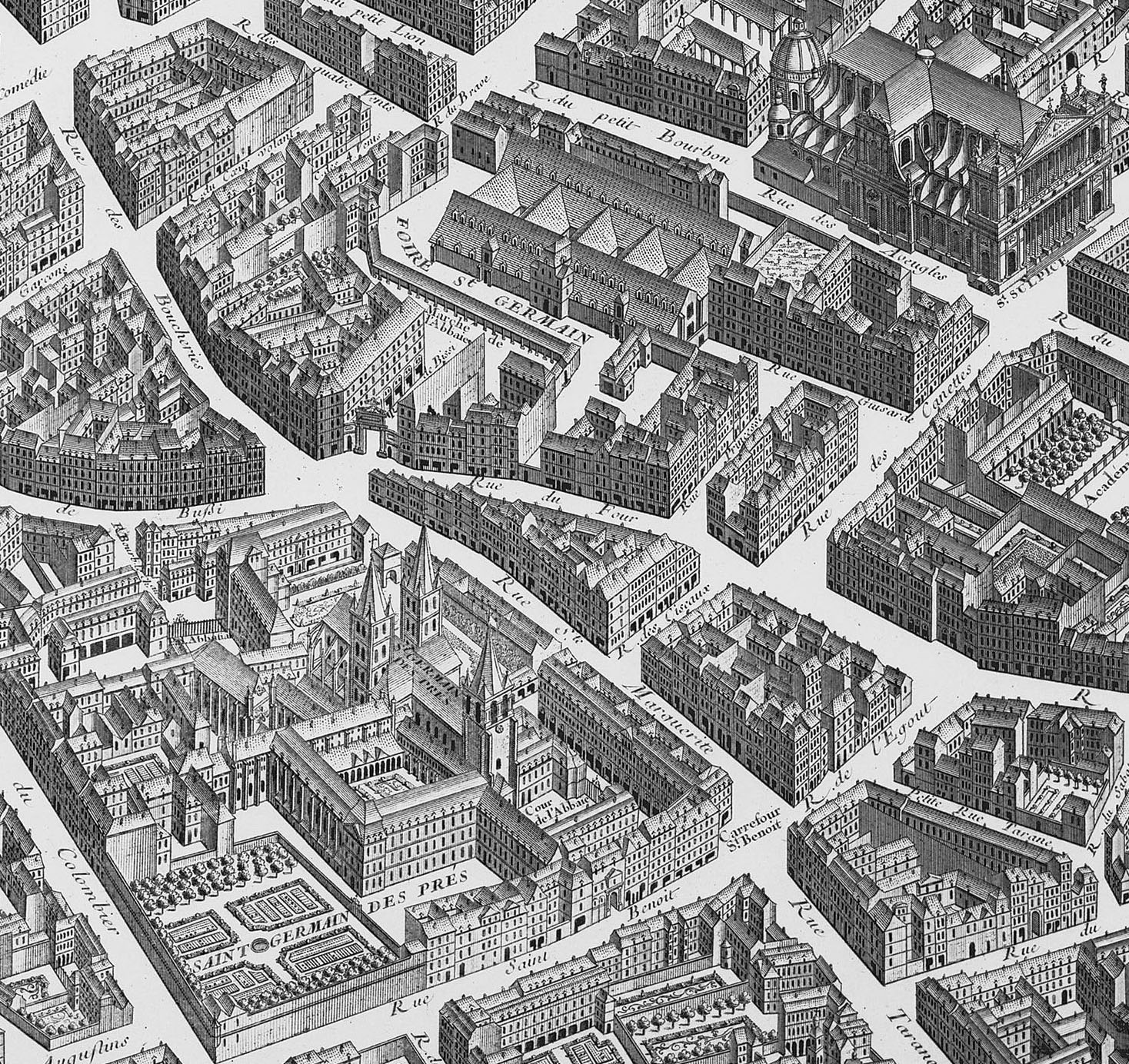
La rue sur le plan de Turgot.
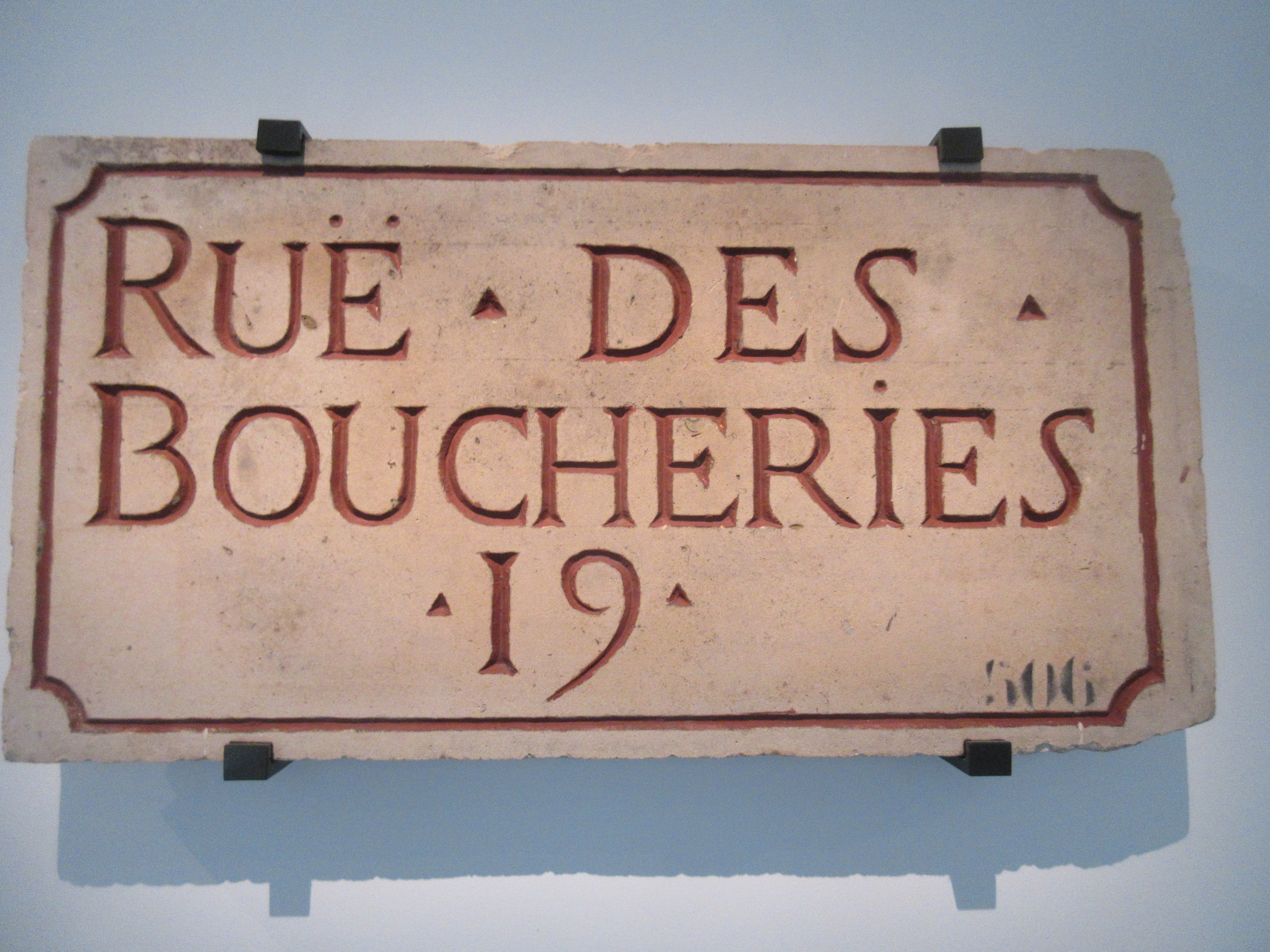
Plaque datée du XVIIIe siècle. La rue est alors située dans le 19e quartier de Paris. Plaque en pierre de liais gravée. Musée Carnavalet.

## Bâtiments remarquables et lieux de mémoire
- Nos 1-3 : emplacement de l’église Saint-Cosme et de son cimetière[7].
- No 5 : ancienne Académie royale de chirurgie et ancien siège de la Société de biologie fondée par Pierre Rayer, façades classées aux monuments historiques. Le curé et les marguilliers de l’église Saint-Cosme font édifier, en 1561, une première école de chirurgie. En 1694, elle est reconstruite. Le roi Louis XV y installe l’École royale de dessin[8]. Une plaque[9] apposée le 25 octobre 1944 pour le centenaire de sa naissance indique, à tort, qu'y est née Sarah Bernhardt en 1844. En réalité, des recherches d'Hélène-Claire Richard en 2022 indiquent qu'elle est née chez la sage femme Charlotte Clémence Collé, au 5 de la place de l'École-de-Médecine, disparue vers la fin du XIXe siècle lors de la construction de l'École pratique de médecine[10].

- No 6 : cinéma Nouvel Odéon (ex-Racine-Odéon), proposant une programmation principalement art et essai.
- No 12 : sièges de l'université Paris-Cité de la bibliothèque interuniversitaire de santé, et du musée d'histoire de la médecine. Ces bâtiments sont ceux de l'ancien Collège de chirurgie, construit à l'emplacement du collège de Bourgogne, où Jean-Jacques Bachelier créa son école de dessin en 1767 par lettres patentes de Louis XV. Y furent entre autres élèves : Henri Fantin-Latour, Jules Dalou et Auguste Rodin.
- No 15 : ancien réfectoire du couvent des Cordeliers de Paris, ancien musée Dupuytren de 1967 à 2016. Actuellement, l'Unité de formation et de recherche de médecine de l'université Paris-Descartes.
- No 17 : Jacques Joseph Ducarne de Blangy demeura à cette adresse.
- No 18 : domicile du peintre paysagiste et graveur Lazare Bruandet (1755-1804), en 1791[11].
- No 20 : domicile de Jean-Paul Marat, où il fut assassiné par Charlotte Corday.
- No 21 : siège de Sorbonne Université, établi dans l'ancienne « École pratique de la Faculté de médecine ». Précédemment emplacement de l'ancien « hôpital des Cliniques » (1834-1877), démoli en 1878 (voir : rue Antoine-Dubois).

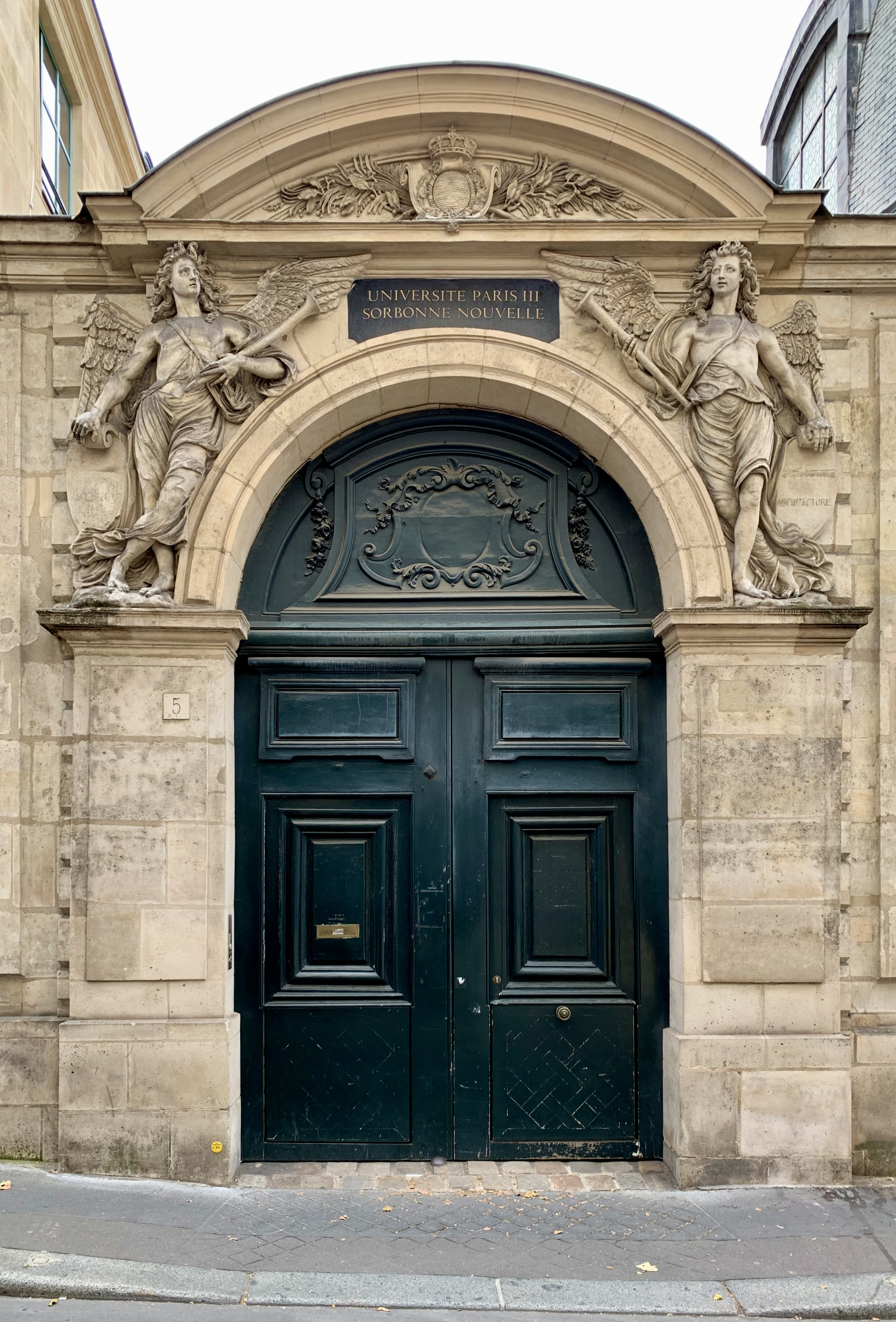
Entrée de l'ancienne Académie royale de chirurgie au no 5.
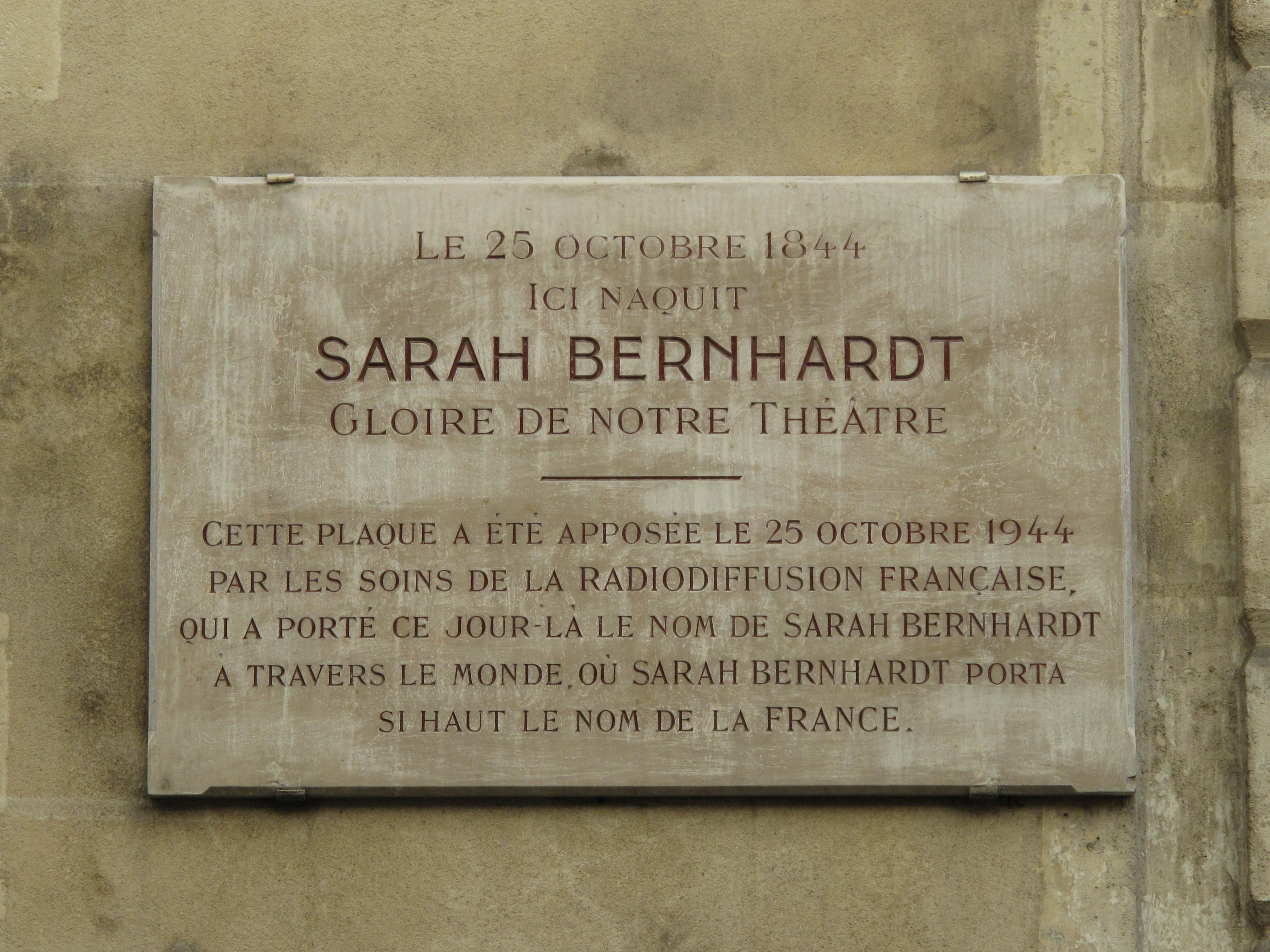
Plaque apposée sur le no 5 indiquant que Sarah Bernhardt y est née.
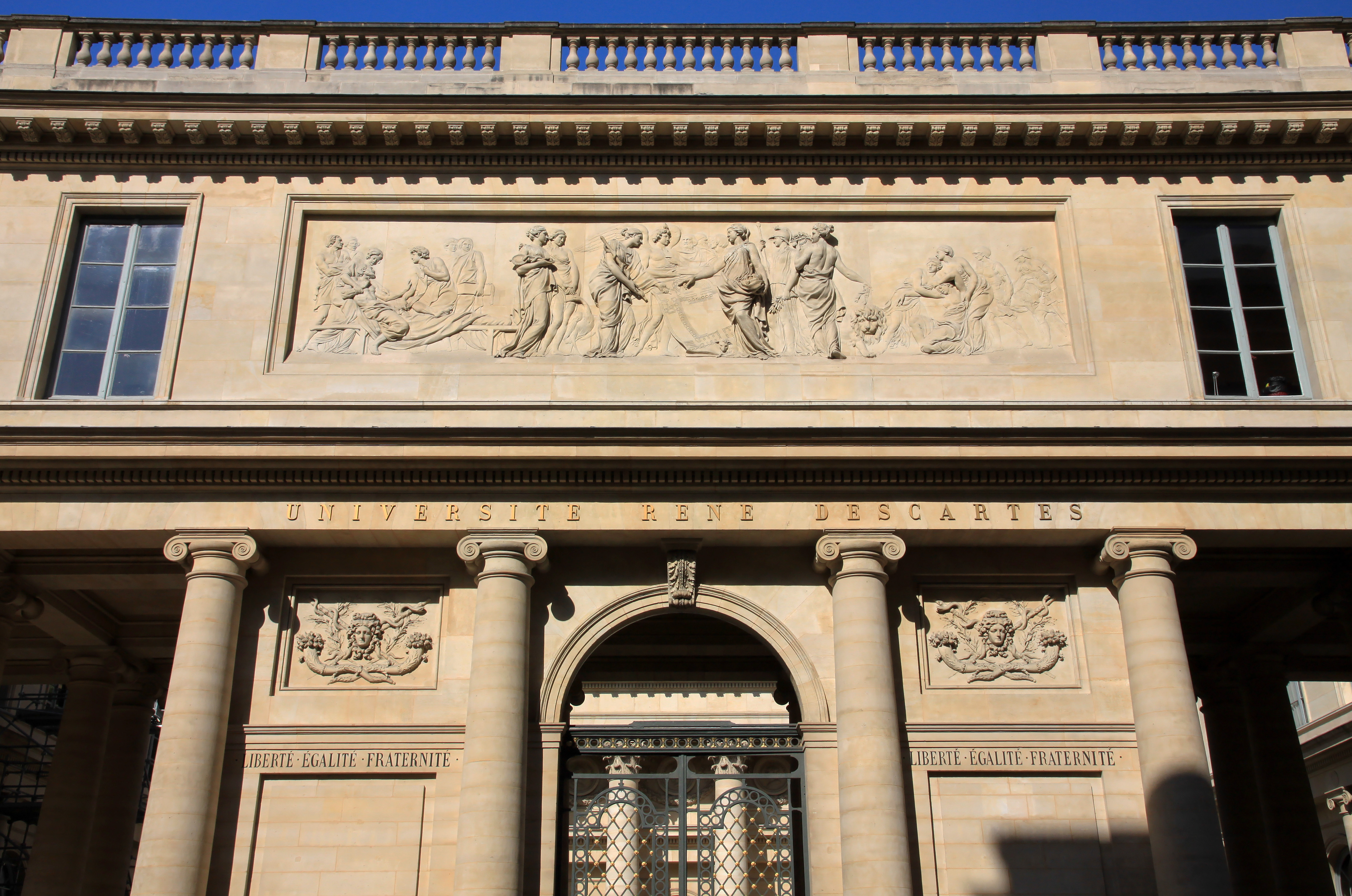
Entrée principale au no 12 du siège de la faculté de médecine Paris Descartes.
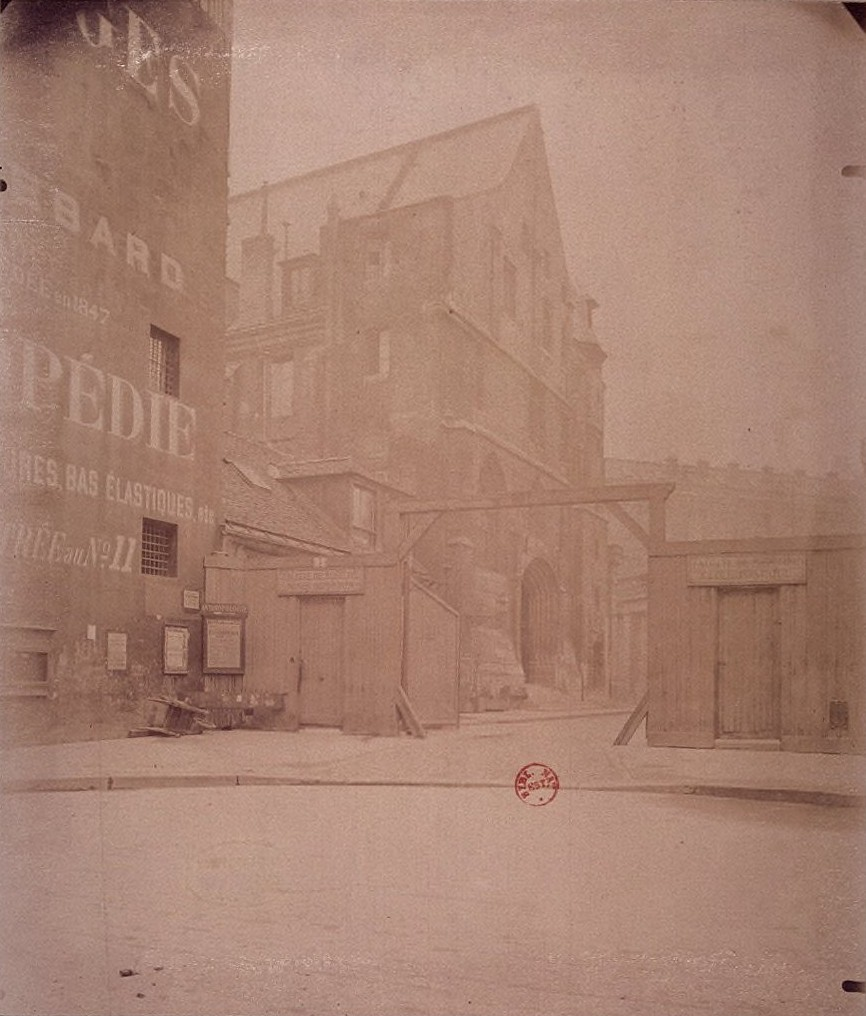
Entrée du couvent des Cordeliers de Paris au no 15, photographie d'Eugène Atget (1899).
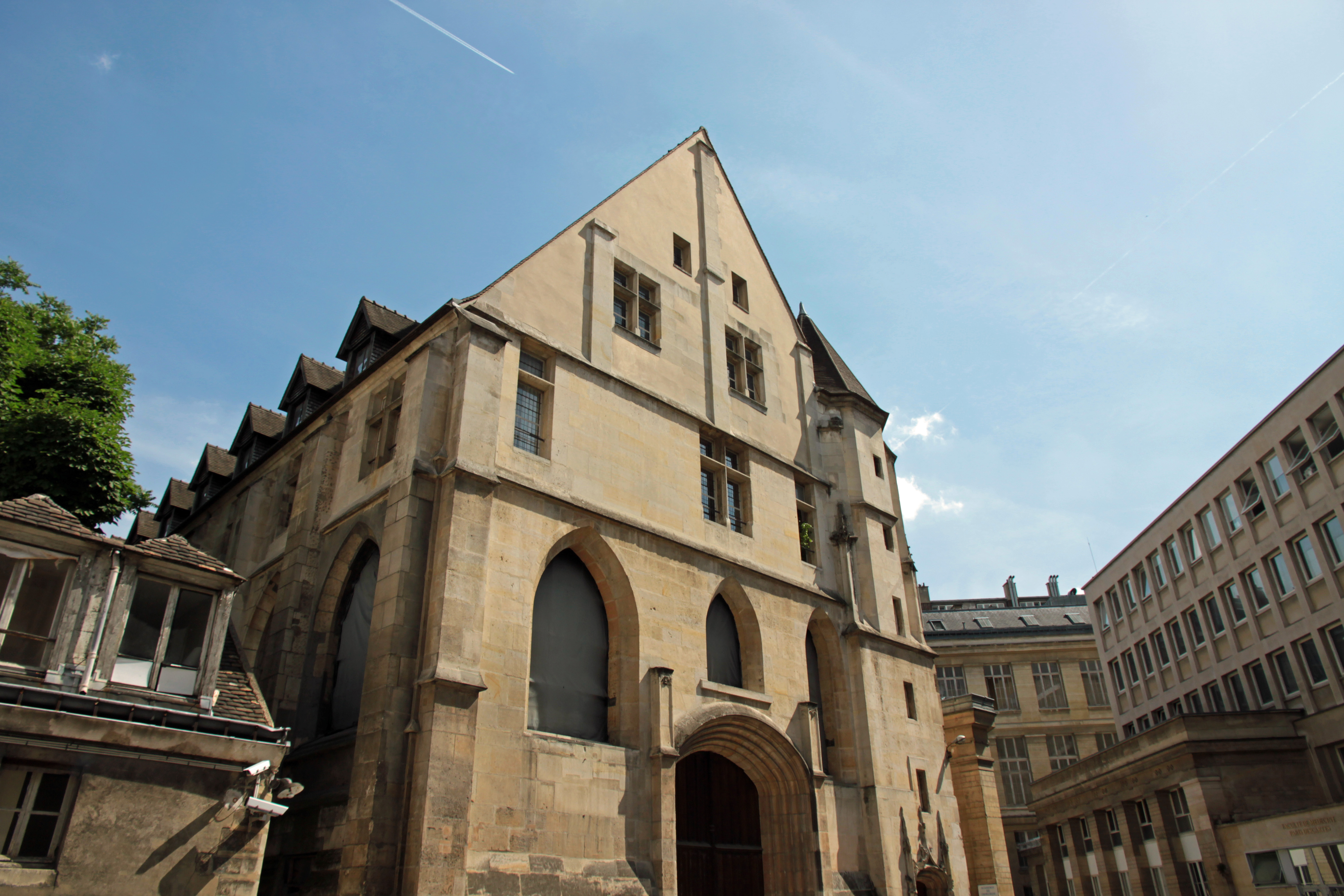
L'ancien couvent des Cordeliers de Paris en 2011.
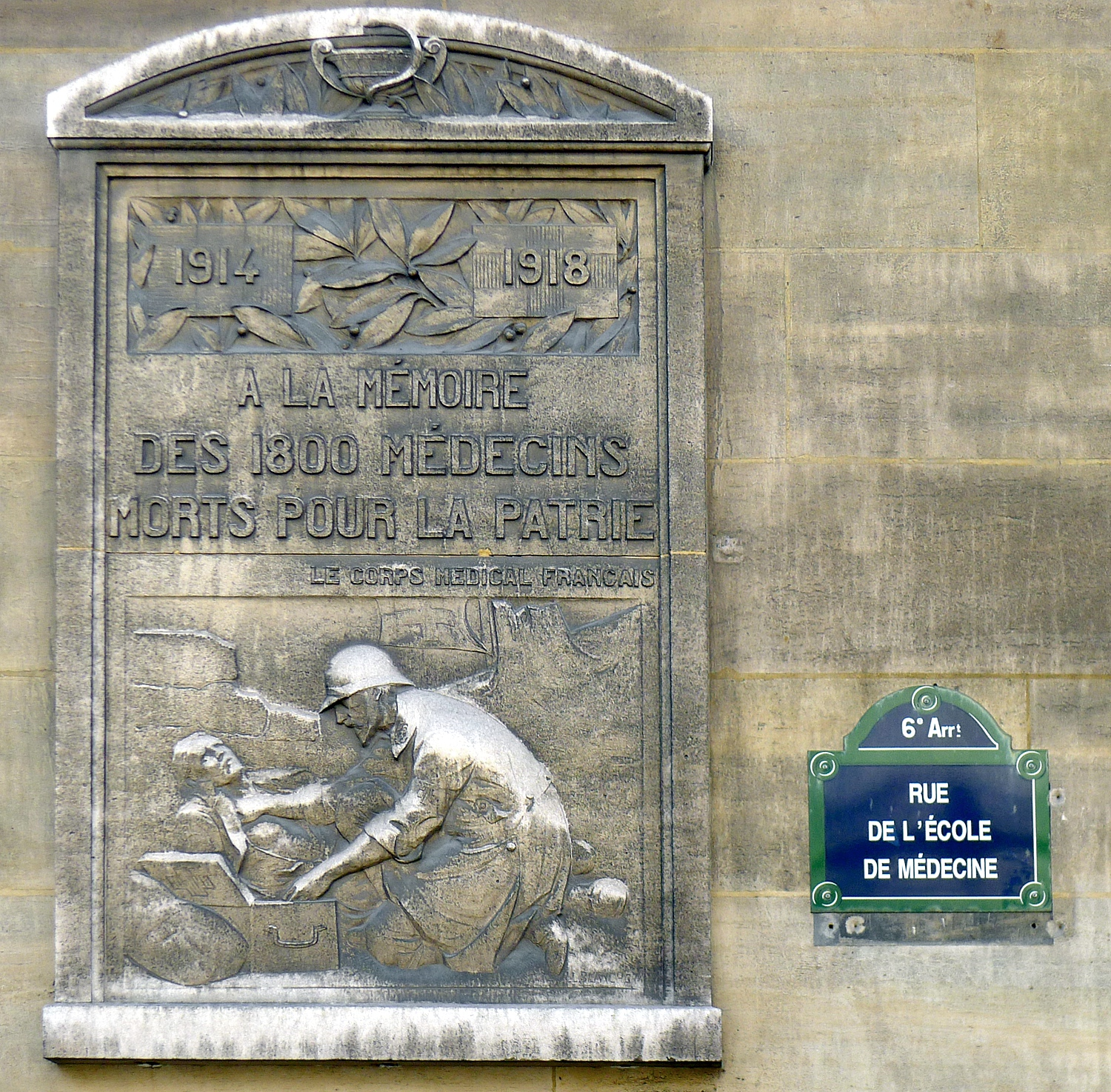
Plaque en hommage aux 1 800 médecins morts pendant la Première Guerre mondiale, située sur la façade du no 15.